# Oper Oder-Spree
Oper Oder Spree ist ein Musikfestival zur Förderung junger Sängerinnen und Sänger in den Orten Neuzelle, Beeskow und Sauen im Osten Brandenburgs.

## Allgemeines
Gegründet wurde das Festival offiziell 2001, wobei jährlich eine Opernproduktion und ein parallel stattfindender Meisterkurs für Gesang Bestandteil sind. Jener Meisterkurs findet bereits seit 1991 auf der Burg Beeskow statt, geleitet von Kammersängerin Jutta Schlegel. Zusammen mit der seit 1998 produzierten Neuzeller Sommeroper wurde daraus die Oper Oder Spree. Bis ins Jahr 2007 trug Jutta Schlegel die Schirmherrschaft für das Projekt, das von der Burg Beeskow und der Stiftung Stift Neuzelle geleitet wird.

## Die Opernproduktion
Seit 2001 findet eine fusionierende Opernproduktion mit dem Meisterkurs statt. Im laufenden Kurs wird dann bereits geschaut, wer für die Oper des kommenden Jahres geeignet ist. Der Rest der Besetzung wird durch ein Vorsingen ermittelt. Als internationales Projekt wird jährlich das Neue Bulgarische Sinfonieorchester Sofia engagiert, seit 2006 durch Mitglieder des Opernhauses Russe verstärkt. Die jungen Sängerinnen und Sänger studieren die Oper unter der Leitung von Jutta Schlegel zu Beginn des Jahres musikalisch und szenisch in Beeskow ein, um sie dann in den Monaten von Juli bis August in den ausgewählten Spielorten aufzuführen. Bis auf eine Ausnahme werden die Opern in deutscher Übersetzung bzw. deutscher Originalsprache gegeben. Bei der Opernauswahl legte man immer besonderen Wert darauf, dass auch Stücke des unbekannten Repertoires vertreten waren. Seit 2001 kamen folgende Stücke zur Aufführung:
- 2001 Georg Friedrich Händel: Ariadne (Arianna in Creta)
- 2002 Gioachino Rossini: Die seidene Leiter
- 2003 Wolfgang Amadeus Mozart: Die Gans von Kairo
- 2004 Peter Tschaikowski: Jolanthe
- 2005 Christoph Willibald Gluck: Orpheus und Eurydike
- 2006 Wolfgang Amadeus Mozart: Die Entführung aus dem Serail
- 2007 Giovanni Paisiello: Der Barbier von Sevilla
- 2008 Florian Leopold Gassmann: Die junge Gräfin
- 2009 Wolfgang Amadeus Mozart: Don Giovanni
- 2010 Albert Lortzing: Casanova
- 2011 Antonio Salieri: Angiolina
- 2012 Franz Schubert: Die Freunde von Salamanka
- 2013 Antonio Vivaldi: Ottone in villa
- 2014 Wolfgang Amadeus Mozart: Così fan tutte
- 2015 Cole Porter: Wodka Cola
- 2016 Georg Friedrich Händel: Orlando
- 2017 Jacques Offenbach: Orpheus in der Unterwelt
- 2018 Peter Lund (Text) und Wolfgang Böhmers (Musik): Jedermann – ein Musical vom Sterbenlernen
- 2019 Wolfgang Amadeus Mozart: Die Zauberflöte
- 2020 Wolfgang Amadeus Mozart: Die Schule der Liebenden oder So machen 's alle
- 2021 Gaetano Donizetti (Bearbeitung Wolfgang Böhmer): Der Liebestrank
- 2022 Georg Friedrich Händel: Der Triumph von Zeit und Wahrheit
- 2023 Georg Friedrich Händel: Der Triumph von Zeit und Wahrheit (Wiederaufnahme der Musiktheaterproduktion von 2022 in verschiedenen Kirchen in Beeskow, Frankfurt (Oder), Fürstenwalde, Müncheberg und Neuzelle)
- 2024 Eigenproduktion nach William Shakespeare: Traum-Nacht-Sommer

## Der Meisterkurs
1991 rief Kammersängerin Jutta Schlegel den „Internationalen Opernkurs auf der Burg Beeskow“ ins Leben. Zu Zeiten der DDR selbst eine gefragte Sängerin, machte sie es sich zur Aufgabe, junge Opernsänger zu unterrichten. Zunehmend kamen auch Sänger aus Osteuropa dazu und selbst chinesische Studenten finden immer wieder eigens dafür den Weg von ihrem Heimatland nach Neuzelle. Im Rahmen des Opernkurses entwickelten sich bald praxisbezogene Konzerte, bei denen die Studenten regelmäßig ihr Können unter Beweis stellen. Dazu gehören der „Festliche Liederabend“ auf der Burg Beeskow, die „Oper in der Scheune“ in der Kunstscheune in Sauen sowie die „Festliche Operngala“ in Neuzelle und Beeskow, begleitet vom Brandenburgischen Staatsorchester. Jährlich werden bei jener Gala drei Hauptpreise mit Stipendien verliehen, u. a. den „Grand Prix Oder-Spree“. Im Anfangsjahr 1991 nahm auch die international gefeierte Sopranistin Ricarda Merbeth am Opernkurs teil.

## Die Lehrenden des Kurses
- Jutta Schlegel (Gesang)
- Bernd Riedel (Gesang)
- Snežana Brzaković (Gesang)
- Gerhard Schlegel (Korrepetition)
- Gerd Jordan (Korrepetition)
- Alexej Ilenko (Korrepetition)
- Andreas Lisius (Musikalische Leitung Oper in der Scheune)
- Ulrika Lang (Regie Oper in der Scheune)
- Manfred Ernst (Dramaturgie Oper in der Scheune)
- Anke Rauthmann (Regie Oper in der Scheune)